# 水沟镇 (商南县)
水沟镇，是中华人民共和国陕西省商洛市商南县一个已撤销的乡级行政区，2015年，陕西省民政厅批复同意撤销水沟镇，将其所辖行政区域划归过风楼镇。